# Freeman Tilden
Freeman Tilden (ur. 22 sierpnia 1883 w Malden, zm. 13 maja 1980 w Warren) – amerykański pionier badań nad dziedzictwem naturalnym i kulturowym. Interesował się szczególnie interpretacją dziedzictwa oraz metodyką popularyzacji wiedzy o przeszłości.
Tilden większą część życia zawodowego poświęcił dziennikarstwu. Jako uznany reporter zajął się badaniem sposobów popularyzacji wiedzy o przeszłości w amerykańskich parkach narodowych oraz innych atrakcjach turystycznych znajdujących się pod zarządem National Park Service (w tym miejsca pamięci narodowej, parki historyczne itp.). Najbardziej znana jest jego publikacja pt. Interpretacja dziedzictwa (oryg. Interpreting Or Heritage), zawierająca zasady interpretacji dziedzictwa.

## Życiorys
Tilden był jednym z dziewięciorga dzieci. Jego ojciec Samuel wydawał czasopismo „Boston Transcript”, do którego Freeman jako czternastolatek pisał pierwsze teksty. Następnie wiele podróżował, przyswajał języki obce i jako korespondent pisał do gazet amerykańskich („Boston Globe”, „Boston Herald”, „New York Evening Post”) oraz europejskich („Saturday Evening Post”, „Ladies’ Home Journal”). Przez pewien czas przebywał w Londynie. Zajmował się także pisaniem powieści, scenariuszy radiowych oraz poezji. Pewne tematy przyrodnicze podejmował już w 1939 roku w swoim czasopiśmie „Open Door”. Szerzej o dziedzictwie naturalnym zaczął pisać jednak dopiero w latach pięćdziesiątych, za namową dyrektora National Park Service, Newtona B. Drury’ego. Jego opowieści o parkach Yellowstone, Yosemite i Wielkim Kanionie zainspirowały Tildena i wstępnie zapoznały z ideą interpretacji dziedzictwa. Owocem znajomości był książka National Parks: What They Mean to You and Me (1951), dzięki której Tilden przyczynił się do budowania atrakcyjnego wizerunku amerykańskich parków narodowych. Wskazywała nie tylko na piękno parków, ale także na postrzeganie oraz osobę odbiorcy.
W 1955 roku, chcąc lepiej poznać w praktyce metody interpretacji stosowane w parkach i miejscach pamięci narodowej oraz nadać im pewne ramy, rozpoczął wyprawę badawczą na zlecenie Conrada Louisa Wirtha, kolejnego dyrektora National Park Service. Pracował wówczas pewien czas w Castillo de San Marcos na Florydzie. Zebrane materiały, obserwacje i refleksje opublikował w książce Interpreting Our Heritage (1957), mając siedemdziesiąt cztery lata. Książka spotkała się z dobrym przyjęciem ze strony władz National Park Service oraz National Park Association: podkreślano jej walory literackie, a zwłaszcza pedagogiczne. Doczekała się kolejnych wydań (drugiego już w 1967, czwartego w 2007), a także tłumaczeń na różne języki, m.in. włoski, niemiecki, francuski, polski. Tilden w 1962 roku otrzymał za swoje osiągnięcia medal Pugsleya, przyznawany osobom zasłużonym dla ochrony przyrody w USA. 
Po opublikowaniu dzieła, Tilden pracował nad upowszechnianiem zawartych w nim zasad. Prowadził wykłady i szkolenia dla strażników National Park Service w ośrodku szkoleniowym Harpers Ferry. Opublikował także The State Parks (1962) i Follow the Frontier (1964) oraz poświęcone interpretacji artykuły. W 1970 roku Tilden odbył kolejną niemal roczną podróż po parkach narodowych, tym razem w celu wypracowania odpowiedniej polityki National Park Service wobec kryzysu energetycznego. Zmarł w wieku 96 lat na swojej farmie w Warren w stanie Maine.

## Życie prywatne
Podczas podróży do Vermont poznał nauczycielkę Mabel S. Martin, którą poślubił 7 października 1909 roku. Mimo przeprowadzki nowożeńców do Nowego Jorku, praca reporterska Freemana sprawiła, że kilka pierwszych lat małżeństwa upłynęło na podróżach. Wszystkich czworo dzieci urodziło się różnych miastach. W 1929 roku Tildenowie osiedlili się w Warner. Tilden przeżył żonę o osiemnaście lat, Mabel zmarła w 1962 roku. Początkowo mieszkał przez pewien czas z rodziną swojego syna Paula pod Waszyngtonem. Później kupił farmę w Warren (Maine), gdzie mieszkał przez resztę życia. 

## Interpretacja dziedzictwa

### Początki dziedziny
Idea interpretacji dziedzictwa pojawiła się w drugiej połowie XIX wieku w USA, jako narzędzie mające służyć lepszemu poznaniu znaczenia i wartości parków narodowych oraz historycznych miejsc pamięci. National Park Service od swojego założenia (1916) dążył nie tylko do ochrony parków. Wspierał także uprawianie na ich terenie odpowiedzialnej turystyki, rekreacji i edukacji. W tym celu wypracowano metody interpretacji, mające służyć aktywnemu poznawaniu oraz budowaniu intelektualnej i emocjonalnej więzi odbiorcy z miejscem dziedzictwa. Misja ta przekładała się na kształtowanie amerykańskiej tożsamości. 
W XIX wieku podejmowano dążenia do ukazania piękna i ochrony krajobrazów naturalnych (George Catlin, Enos Mills czy Stephen T. Mather), a Enos Mills jest nieraz, na równi z Tildenem, wskazywany jako ojciec interpretacji dziedzictwa. Tilden nie by twórcą terminu „interpretacji dziedzictwa”, lecz położył wielkie zasługi dla usystematyzowania jej metod i ich upowszechnienia. Termin ukuł prawdopodobnie już John Muir, szkocko-amerykański przyrodnik, poeta, pionier ekologii i ochrony dziedzictwa naturalnego zwany „ojcem Parków Narodowych”. Używał on słowa interpret w znaczeniu odkrywania tajemnic natury. Działania oraz publikacje Enosa Millsa i Johna Muira wywarły wpływ na rozumienie interpretacji jako procesu angażującego aktywność odbiorcy, redefiniując rolę przewodnika (od znawców ścieżek w terenie chronionym do interpretatorów natury). 
Ideę zależności między ochroną dziedzictwa a potrzebą jego interpretacji wyraził w 1953 roku dyrektor National Park Service, Conrad Wright, słowami: „Ochrona poprzez docenienie, docenienie poprzez zrozumienie, a zrozumienie poprzez interpretację". 

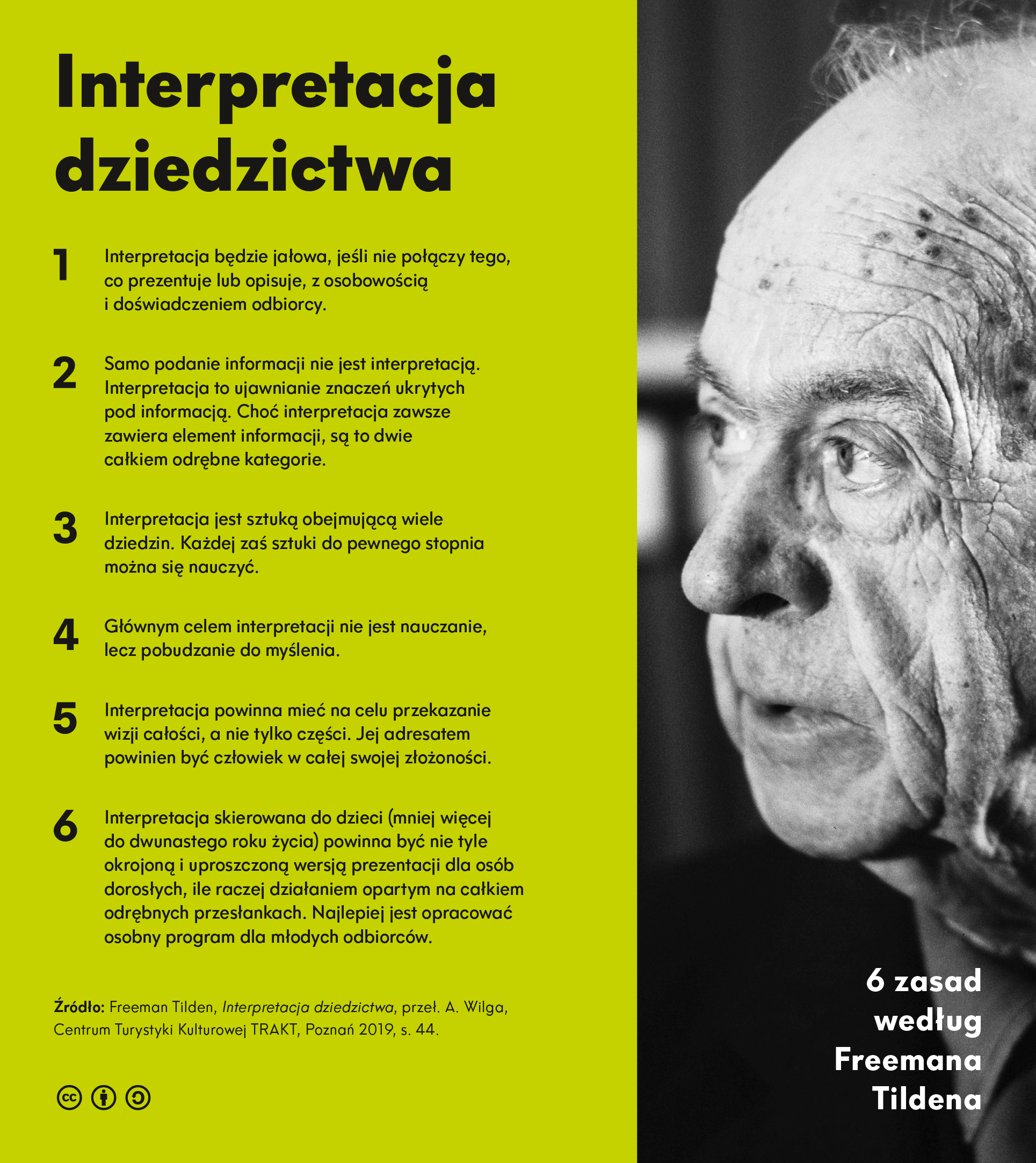
Sześć zasad interpretacji dziedzictwa według Freemana Tildena (1957).

### Dokonania Tildena
Tilden usystematyzował dotychczasowe praktyki interpretacyjnych, czego owocem była przełomowa praca Interpreting Our Heritage (1957), mająca służyć pracownikom parków narodowych i miejsc pamięci historycznej. Zawarł w niej sześć zasad interpretacji, którym poświęcił poszczególne rozdziały książki:
1. Interpretacja będzie jałowa, jeśli nie połączy tego, co prezentuje lub opisuje, z osobowością i doświadczeniem odbiorcy.
2. Samo podanie informacji nie jest interpretacją. Interpretacja to ujawnianie znaczeń ukrytych pod informacją. Choć interpretacja zawsze zawiera element informacji, są to dwie całkiem odrębne kategorie.
3. Interpretacja jest sztuką obejmującą wiele dziedzin. Każdej zaś sztuki do pewnego stopnia można się nauczyć
4. Głównym celem interpretacji nie jest nauczanie, lecz pobudzanie do myślenia.
5. Interpretacja powinna mieć na celu przekazanie wizji całości, a nie tylko części. Jej adresatem powinien być człowiek w całej swojej złożoności.
6. Interpretacja skierowana do dzieci (mniej więcej do dwunastego roku życia), powinna być nie tyle okrojoną i uproszczoną wersją prezentacji dla osób dorosłych, ile raczej działaniem opartym na całkiem odrębnych przesłankach. Najlepiej jest opracować osobny program dla młodych odbiorców[12][13].

Tilden zwrócił uwagę na istotne elementy procesu interpretacji, takie jak: cechy i właściwa postawa nadawcy (interpretatora), potrzeby i możliwości odbiorcy oraz charakter zasobu (dziedzictwa) i wiedzy o nim. Zadanie, jakie stawiał interpretatorom, było udzielenie zwiedzającym „pomocy w uzyskaniu szerszego obrazu rzeczywistości, który poprowadziłby ich w kierunku mądrości oraz kojącego poczucia, że są częścią świata naturalnego oraz historii, stanowiącej sensowną całość”. 
Stworzone przez siebie zasady Tilden proponował stosować zarówno w interpretacji bezpośredniej (praca animatorów i przewodników), jak i pośredniej (tablice, teksty muzealne, foldery informacyjne itd.). Jednocześnie przyczynił się do stworzenia ośrodków szkoleniowych (Stephen T. Mather Training Center oraz Harpes Ferry Center).

### Dalszy rozwój dziedziny
Koncepcje Tildena przejęły także inne jednostki zajmujące się przyrodą w USA, takie jak US Forest Service, Bureau of Land Management, Fish and Wildlife Service, a także liczne parki stanowe, ogrody botaniczne, zoologiczne i muzea. W latach siedemdziesiątych interpretacja dziedzictwa stała się popularnym nurtem w instytucjach zorientowanych na pracę ze zwiedzającymi. Stała się także kierunkiem studiów na niektórych amerykańskich uczelniach.
W 1982 roku National Park Service ustanowił nagrodę im. Freemana Tildena, przyznawaną za wybitne osiągnięcia na polu interpretacji dziedzictwa naturalnego i kulturowego.
Publikację Tildena ocenia się jako „wynik staranności, konsekwencji i potrzeby stworzenia uniwersalnych zasad, których realizację zauważano w wielu miejscach Ameryki”. Zainspirowała ona kolejne pokolenia interpretatorów dziedzictwa na całym świecie i została uznania za pionierską w tej dziedzinie. Obecnie na świecie działa wiele stowarzyszeń zajmujących się szkoleniami i promowaniem interpretacji dziedzictwa, a metody te wykorzystywane są w parkach narodowych, strefach archeologicznych, miejscach pamięci historycznej, muzeach oraz centrach interpretacji dziedzictwa. Idee opracowane przez Tildena są przywoływane w niemal każdym podręczniku interpretacji dziedzictwa, a on sam uznany jest za jednego z ojców tej dziedziny.
Praca Tildena zachowuje swoją aktualność jako narzędzie w pracy interpretacyjnej. Wskazuje się na głęboko humanistyczne przesłanie, mające na celu odczuwanie piękna i więzi człowieka z przyrodą oraz dziedzictwem kulturowym. Krytycy dzieła wskazują między innymi na autorytarny charakter interpretacji oraz doświadczenia traumy i wojny XX wieku.

## Filozoficzne inspiracje Tildena
Tilden pragnął nadać istniejącym już działaniom interpretacyjnym pewną filozofię – mającą jednak przede wszystkim wymiar praktyczny i etyczny. Wśród wielu myślicieli, z których czerpał, znajduje się romantyczny poeta amerykański Ralph Waldo Emerson. Tildena zainspirował zwłaszcza jego transcendentalizm i idealizm metafizyczny (przekonania, że każda dusza może dotrzeć do największych prawd o sobie i świecie dzięki bezpośredniemu poznaniu i aktom intuicji) oraz obecne w twórczości poety wezwania do działania i samorealizacji. Podkreślanie aktywnej postawy odbiorcy (doświadczenie, uczestnictwo, stawianie pytań), wskazuje także na czerpanie z myśli europejskiego oświecenia, psychologii konstruktywistycznej i edukacji progresywnej. Idee i metody pedagogiczne cechuje optymizm i indywidualizm poznawczy. Tildenowska koncepcja interpretacji dziedzictwa zakłada zatem metafizykę idealistyczną („istnienie głębszej prawdy kryjącej się pod powierzchnią przedstawionych faktów”). Czerpie z amerykańskiego transcendentalizmu, filozofii przyrody i europejskich oświeceniowych koncepcji edukacyjnych. 

## Publikacje
- Mr. Podd (New York 1923)
- The Spanish Prisoner (New York 1928)
- National Parks: What They Mean to You and Me (New York 1951)
- The Fifth Essence: An Invitation to Share in Our Eternal Heritage (Washington 1954)
- Interpreting Our Heritage (Chapell Hill 1957)
- The State Parks: Their Meaning In Amercian Life (New York 1962)
- Fillowing the Frontier with F. Jay Haynes (New York 1964)
- Mindsight: The Aim of Interpretation, „National Parks”, Vol. 43, No 260 (May 1969), s. 9-12

## Publikacje dostępne w języku polskim
- Interpretacja dziedzictwa[24]